# Roy Khan
Roy Sætre Khantatat (nacido el 12 de marzo de 1970 en Elverum, Hedmark, Noruega), comúnmente conocido como Roy Khan o simplemente Khan, es un cantante reconocido por haber sido el vocalista de la banda de power metal melódico/progressive metal/symphonic metal, Kamelot. Antes de que él se uniera en 1997, estuvo en la banda de progressive metal Conception. Empezó a formar parte de Kamelot después de que Mark Vanderbilt abandonase el grupo en 1998. Coescribió las canciones de Kamelot con el guitarrista de la banda y fundador, Thomas Youngblood.

## Primeros años
Khan nacido el 12 de marzo de 1970, hijo de madre Noruega y padre Tailandés. El abuelo materno de Khan, Kåre Sætre, era una influencia importante en sus aspiraciones musicales, algo Khan afirmaría en varias entrevistas. Sætre aparecería más adelante junto a su nieto en el escenario varias veces.
Durante sus años escolares, se acorta "Khantatat" a "Khan", como le pareció más fácil. Khan comenzó a cantar a la temprana edad de 17 años, mientras se tomaba un baño en la escuela, Roy fue sorprendido cantando "Alone" de Heart por un compañero de estudios, y se ofreció a unirse a su banda. Después de graduarse de la escuela secundaria, estudió para ser cantante de ópera en Noruega durante tres años.

## Conception
Después de terminar sus estudios de ópera, se unió a la banda noruega de metal progresivo Conception, después de que su anterior vocalista renunció en 1991. Fue seleccionado en la audición superando a los otros cantantes. La banda lanzó varios álbumes en los siguientes años, antes de separarse en 1998. Khan había dejado la banda en el año anterior para seguir su carrera en Kamelot.
En 2005, Khan se reunió con los miembros de la banda y tocaron en el 2005 American Prog Metal Festival.
Tras estar varios años desaparecido, Khan se volvió a reunir con los miembros de Conception en 2018, para así sacar un nuevo disco.

## Kamelot
Tras la salida de Mark Vanderbilt, Kamelot se vio obligado a buscarle un reemplazo para este. El guitarrista y cofundador de la banda Thomas Youngblood confirma a Khan como el nuevo vocalista de Kamelot. Desde ese momento Khan apareció en todos los discos, hasta el último, el Poetry for the Poisoned lanzado en 2010. Un año más tarde Roy dejaría la banda.

## Salida deKamelot
El 21 de febrero del 2011 anunció su salida de Kamelot en su blog oficial de Myspace diciendo:
"Actualmente estoy pasando tiempo con mi familia en Noruega tomando las cosas con calma y pensando profundamente en lo que el futuro traerá."
"Estoy eternamente agradecido por todo lo que ustedes (refiriéndose a los fans) y Kamelot me han dado, de igual manera siento mucho que todo tenga que terminar aquí. La buena noticia es que Dios estuvo ahí al final de todo..."
El 8 de junio de 2012, el fundador y guitarrista de Kamelot, Thomas Youngblood , anunció en una entrevista que mantuvo contacto con Roy después de su salida, Thomas declaró que Roy se encontraba en buen estado de salud, muy feliz, y que había dejado el mundo de la música.

## Colaboraciones
En 2005 colaboró con Epica en el disco Consign to Oblivion con la canción Trois Vierges.
En 2008 participó en el disco The Scarecrow de Avantasia, el tercer disco de la formación creada por Tobias Sammet (Edguy), que agrupa distintos miembros de bandas heavy metal.

## Regreso a la música
Según una declaración de la iglesia "Moss Frikirke" el 13 de septiembre de 2016, Khan habría dejado de colaborar con la misma y desde entonces se rumorea y especula con la posibilidad de que pueda volver al mundo de la música.
El 1 de abril de 2018 Khan publicó una canción en su canal de YouTube titulada "For All". Unas semanas después de haber lanzado su nuevo tema se ha confirmado su vuelta de manera oficial. A diferencia de lo que algunos pensaban no va a volver en solitario ya que se ha anunciado que "Conception", su primer grupo, va a sacar un nuevo disco a finales de año, con su correspondiente gira.

## Discografía

### Solo
Single
- For All (2018)

### ConConception

#### Álbumes
- The Last Sunset (1991)
- Parallel Minds (1993)
- In Your Multitude (1995)
- Flow (1997)
- State Of Deception (2020)

EPs
- My Dark Symphony (2018)

Singles
- Roll the Fire (1994)
- Guilt/Sundance (1995)
- Re:Conception (2018)

### ConKamelot

#### Álbumes
- Siége Perilous (1998)
- The Fourth Legacy (2000)
- Karma (2001)
- Epica (2003)
- The Black Halo (2005)
- Ghost Opera (2007)
- Poetry for the Poisoned (2010)

#### Discos en directo
- The Expedition (2000)
- One Cold Winter's Night (2006)
- Ghost Opera: The Second Coming (2008)

#### DVD en directo
- One Cold Winter's Night (2006)

### Colaboraciones
- Crest Of Darkness - The Ogress (1999) en Reference y en Sweet Scent Of Death.
- Epica - Consign to Oblivion (2005) en Trois Vierges.
- Avantasia - The Scarecrow (2008) en Twisted Mind.
- Victory - Voiceprint (1996) en The Hunter *Bonus Track & "On the Loose"